# Campagne des trois antis
Pour un article plus général, voir Campagnes des trois antis et des cinq antis.
 (juillet 2025).
Si vous disposez d'ouvrages ou d'articles de référence ou si vous connaissez des sites web de qualité traitant du thème abordé ici, merci de compléter l'article en donnant les références utiles à sa vérifiabilité et en les liant à la section « Notes et références ».
La campagne des trois antis est une campagne de purification lancée par le Parti communiste chinois en 1951.

## Contexte
Cette campagne prend place au milieu d'une série de trois campagnes :
1. la « campagne pour éliminer les contre-révolutionnaires » lancée en octobre 1950 et dure un an ;
2. la campagne des trois antis, lancée fin 1951[1] ;
3. la campagne des cinq antis, lancée en janvier 1952[2].

## Visée
Les trois cibles (les « antis ») de cette campagne sont :
1. le détournement de fonds ;
2. le gaspillage ;
3. le « bureaucratisme ».

Derrière ces objectifs affichés, le principal but est d'instaurer la terreur parmi la population.